# Aipysurus laevis
Tên thông dụng trong tiếng Anh: rắn biển ô liu, rắn biển vàng.
Aipysurus laevis là một loài rắn biển độc chủ yếu được tìm thấy ở Ấn Độ Dương-Thái Bình Dương. Chúng sinh sống ở các rạn san hô. Hiện tại có hai phân loài được công nhận, bao gồm dạng tiêu biểu được mô tả ở đây.

## Phân loài
| Phân loài       | Người mô tả       | Tên tiếng Anh       | Phạm vi phân bố |
| --------------- | ----------------- | ------------------- | --------------- |
| A. l. laevis    | Lacépède, 1804    | Olive sea snake     |                 |
| A. l. pooleorum | H. M. Smith, 1974 | Shark Bay sea snake |                 |